# 厲昌謨
厲昌謨（？—？），字望所，直隸六合人，明朝政治人物。

## 生平
戊子科應天鄉試舉人。萬曆二十年（1592年），登壬辰科第三甲第一百十七名進士，歴官江西新喻縣知縣。仕至兵部員外。

## 家族
曾祖厲折；祖父厲鑄；父厲時嚴。